# Alberto Freundt Rosell
Alberto Freundt Rosell (Lima, 19 de diciembre de 1896 – Lima, 21 de mayo de 1972) fue abogado, diplomático y político peruano. Fue ministro de Relaciones Exteriores en el gobierno de Luis Sánchez Cerro (1932); así como Ministro de Justicia y Culto (1950-1952) y varias veces encargado accidental del ministerio de Relaciones Exteriores, durante el gobierno de Manuel Odría. Fue también embajador de Perú en Reino Unido y en Brasil.

## Biografía
Hijo de Alejandro Freundt Noble y Constanza Rosell Cacho. Hermano del ingeniero Víctor Freundt Rosell y del magistrado Alejandro Freundt Rosell, que también incursionaron en la política.
Cursó sus estudios escolares en el Colegio Sagrados Corazones Recoleta y en el Colegio de la Inmaculada de Lima. Luego pasó a cursar estudios superiores en la Universidad Nacional Mayor de San Marcos, donde se graduó de bachiller y doctor en Ciencias Políticas y Administrativas (1916 y 1922, respectivamente), y de bachiller y doctor en Jurisprudencia (1919). Se recibió de abogado y pasó a ejercer la docencia en su alma mater.

### Ministro de Relaciones Exteriores (1932)
El 29 de enero de 1932, durante la presidencia constitucional de Luis Sánchez Cerro, juró como ministro de Relaciones Exteriores, formando parte del gabinete ministerial que presidía Francisco Lanatta.
Durante su gestión, propuso la necesidad de convocar una conferencia sudamericana para unir a todo el subcontinente en la lucha contra los avances del comunismo. La propuesta, en su momento, no fue tomada en cuenta, hasta que fue planteada en  la conferencia de Bogotá de 1948, ya en plena Guerra Fría. De modo que la propuesta de Freundt resultó ser precursora. También le correspondió dirigirse al gobierno británico para anunciarle la decisión del Congreso peruano de revisar el fallo arbitral de 24 de abril de 1922 (más conocido como el Laudo de París) sobre el asunto de La Brea y Pariñas, fallo que era muy perjudicial para los intereses del Perú en la explotación petrolífera de los yacimientos de dicho nombre, que estaba a cargo de una trasnacional estadounidense. El gobierno británico no mostró interés en reabrir ese asunto y el gobierno peruano tampoco lo elevó al Tribunal de La Haya, como lo había anunciado. El 20 de agosto de 1932, Freundt rubricó el decreto que reglamentaba los privilegios y exenciones de que gozaban las representaciones consulares extranjeras establecidas en el país.
Freundt estuvo al frente de la Cancillería hasta el 10 de septiembre de 1932, cuando, tras la caída del gabinete Rivadeneyra, fue reemplazado por Carlos Zavala Loayza, quien también asumió la presidencia del Consejo de Ministros.

### Ministro de Justicia y Culto (1950-1952)
Iniciada la presidencia constitucional de Manuel A. Odría el 28 de julio de 1950, formó parte del gabinete ministerial presidido por el general Zenón Noriega, como ministro de Justicia y Culto. Se encargó interinamente del despacho de Relaciones Exteriores en varias ocasiones, por ausencia del titular de ese portafolio, Manuel C. Gallagher:
- De 14 de diciembre de 1950 a 20 de diciembre de 1950.
- De 26 de enero de 1951 a 20 de febrero de 1951.
- De 23 de marzo de 1951 al 21 de abril de 1951.
- De 8 de octubre de 1951 a 4 de noviembre de 1951.
- De 9 de junio de 1952 a 4 de julio de 1952.

Dejó su cargo de ministro de Justicia y Culto el 4 de agosto de 1952, cuando se produjo la renovación del gabinete Noriega, siendo su reemplazante su hermano Alejandro Freundt Rosell.
Pasó luego a ser embajador en Gran Bretaña (1952-1954) y en Brasil (1954-1955). De vuelta en el Perú en 1955, nuevamente ocupó de manera accidental y en tres oportunidades el ministerio de Relaciones Exteriores, por ausencia del titular David Aguilar Cornejo:
- De 19 de febrero de 1955 al 2 de marzo de 1955.
- De 18 de junio de 1955 a 30 de junio de 1955.
- De  5 de agosto de 1955 a 16 de agosto de 1955.

## Publicaciones
- La reglamentación del trabajo de las mujeres y de los niños (Lima, 1916). Tesis para el bachillerato en Ciencias Políticas y Administrativas.
- Reforma al régimen matrimonial establecido por el Código Civil (Lima, 1919). Tesis para el bachillerato en Jurisprudencia.[1]
- La condena condicional y la revisión de los procesos (Lima, 1919). Tesis para el doctorado en Jurisprudencia.[1]